# Il giuramento (opera)
Il giuramento è un melodramma in tre atti di Saverio Mercadante, su libretto di Gaetano Rossi, tratto da Angélo, tyran de Padoue di Victor Hugo. Debuttò con successo al Teatro alla Scala di Milano l'11 marzo 1837.
Gli interpreti della prima rappresentazione furono:
| Personaggio | Interprete                    |
| ----------- | ----------------------------- |
| Elaisa      | Sofia Dall'Oca-Schoberlechner |
| Manfredo    | Giovanni Orazio Cartagenova   |
| Bianca      | Marietta Brambilla            |
| Viscardo    | Francesco Pedrazzi            |
| Brunoro     | Giuseppe Vaschetti            |
| Isaura      | Angela Carolina Pochini       |

Primo violino e direttore d'orchestra era Eugenio Cavallini. La scenografia era di Baldassarre Cavallotti e D. Menozzi.
Il soggetto dell'opera è lo stesso che venne usato da Arrigo Boito per il libretto della Gioconda di Amilcare Ponchielli.
L'opera, dopo la première, venne subito ripresa da altri teatri in tutta Italia. Nel giro di un anno fu messa in scena a Vienna (aprile 1838), al Teatro La Fenice di Venezia con Giorgio Ronconi (baritono), Caroline Unger e Napoleone Moriani (26 dicembre 1838) e più tardi apparve in molte città europee, tra cui Londra (giugno 1840) e Parigi (1858), e a New York (febbraio 1848).
Come è stato notato, ci sono elementi in quest'opera che diedero una nuova direzione all'opera italiana:
"La tesa struttura drammatica e la vivace descrizione musicale delle scene distinguono questo lavoro dalle opere del suo tempo. [...] Nella sua musica non si sente solo l'affidabile lirismo italiano, c'è anche il primo allontanarsi dall'ornamentazione fine a se stessa. Mercadante utilizza l'orchestra non come mero accompagnamento all'azione drammatica, ma come personaggio a pieno titolo nel dramma."

## Storia delle esecuzioni
Dopo la metà del XIX secolo, la popolarità dell'opera scemò fino pressoché a scomparire e non venne ripresa fino al 1950. Tuttavia, è stato notato che, prima del 1900, l'opera ebbe 400 spettacoli e La Vestale, sempre di Mercadante, 150 rappresentazioni, rispetto al totale complessivo di circa 90 spettacoli per Giovanna d'Arco, Don Carlo (in tutte le sue versioni) e Aroldo di Giuseppe Verdi.
In tempi moderni si sono avuti occasionali allestimenti. L'opera è stata presentata al Festival dei Due Mondi di Spoleto nel giugno 1970 con la direzione di Thomas Schippers. Il direttore d'orchestra tedesco Gerd Albrecht diresse una rappresentazione in forma di concerto a Berlino nel 1974 e tre repliche a Vienna nel 1979, una delle quali venne registrata. Il lavoro fu presentato anche al Festival della Valle d'Itria a Martina Franca nell'estate del 1984, con la direzione di Bruno Campanella; anche questo spettacolo venne registrato e pubblicato in CD. Ci furono quattro spettacoli a Nantes, in Francia, nel novembre 1993, diretti da Giuliano Carella. Un'altra esecuzione si ebbe al Festival di Wexford nel dicembre 2002 con la direzione di Paolo Arrivabeni. La Washington Concert Opera nella capitale degli Stati Uniti ha presentato una versione in forma di concerto nel maggio 2009, diretta da Antony Walker.

## La trama
L'azione, in tre atti, si svolge a Siracusa nel XIV secolo.
Elaisa (soprano) e Bianca (mezzosoprano) si contendono l'amore di Viscardo (tenore). Bianca è sposata a Manfredo (baritono), che la condanna a bere un veleno per espiare il suo adulterio. Elaisa ha un debito di riconoscenza nei confronti di Bianca, e quindi salva quest'ultima sostituendo il veleno con un narcotico. Viscardo, vedendo Bianca esanime, uccide Elaisa proprio nel momento in cui Bianca rinviene.

## Struttura musicale

### Atto I
- N. 1 - Preludio ed Introduzione
  - Coro Odi: ogni intorno echeggiano
  - Cavatina Viscardo La dèa di tutti i cor
  - Coro e Cavatina Manfredo Elaisa! Elaisa! - Fier sospetto, ohimè! si desta (Coro, Manfredo)
  - Quartetto Vicino a chi s'adora (Elaisa, Viscardo, Manfredo, Coro, Brunoro)
  - Scena e Romanza Elaisa Che ascolto! - Di un superbo vincitore (Viscardo, Manfredo, Elaisa, Brunoro)
  - Stretta dell'introduzione Or la danza si riprenda (Coro, Elaisa, Viscardo, Manfredo)
- N. 2 - Coro di donne e Cavatina Bianca Era stella del mattino - Oh! sì, mie care...oh sì! (Coro, Bianca)
- N. 3 - Recitativo, romanza Viscardo e duetto Viscardo e Bianca Preghiamo. Ah! Pregai tanto! - Ti creò per me l'amor - Ah! Ti trovai, bell'angelo (Bianca, Brunoro, Viscardo)
- N. 4 - Recitativo e duetto Elaisa e Bianca Tutto è tenebre...e si tace - Di Viscardo io son amante
- N. 5 - Scena, quintetto e Finale I Fermate. / Cielo! - Manfredo! È perduta! (Viscardo, Bianca, Isaura, Elaisa, Manfredo, Coro)

### Atto II
- N. 6 - Coro d'introduzione e aria Viscardo, recitativo e aria Viscardo Vittoria! Siracusa! - Fu celeste quel contento - Or sei pago avverso fato (Coro, Viscardo)
- N. 7 - Gran scena Manfredo Sacro alla pace degli estinti...Augusto e terribile soggiorno - Alla pace degli eletti - Lascia ormai quest'asilo di morte (Manfredo, Coro)
- N. 8 - Scena e duetto Elaisa e Bianca Si compia il giuramento - Oh! Qual nome pronunciaste!
- N. 9 - Scena, terzetto e Finale II Viscardo!... - Quel sangue...quel vorrei (Bianca, Elaisa, Manfredo)

### Atto III
- N. 10 - Scena e romanza Elaisa Ah! Voi qui già stavate! - Ma negli estremi istanti
- N. 11 - Scena e duetto finale Viscardo e Elaisa Eccola! - S'io l'amava! Sciagurata! (Viscardo, Elaisa, Bianca)

## Registrazioni
Esistono le seguenti registrazioni dell'opera:
- 1952 (trasmissione radiofonica) - Rolando Panerai (Manfredo), Miriam Pirazzini (Bianca), Maria Vitale (Elaisa), Amedeo Berdini (Viscardo), Aldo Bertocci (Brunoro), Liliana Pellegrino (Isaura), Alfredo Simonetto (direttore), Coro ed Orchestra della RAI di Milano, Audio CD:  Myto 2MCD 905 32 (2 CD, 1990, con estratti della registrazione 1970)
- 1970 (registrazione dal vivo) - Gianluigi Colmagro (Manfredo), Beverly Wolff (Bianca), Patricia Wells (Elaisa),  Michele Molese (Viscardo), Thomas Schippers (direttore),  Juilliard Orchestra, Choir of the Juilliard American Opera Center, Audio CD:  Myto 2MCD 905 32 (2 CD, 1990, con estratti della registrazione 1951); Memories HR 4174/75 (2 CDS)
- 1975 (trasmissione radiofonica) - Lajos Miller (Manfredo), Benedetta Pecchioli (Bianca), Teresa Żylis-Gara (Elaisa), Michele Molese (Viscardo), Bernard Plantey (Brunoro), Claudy Tremblay (Isaura), Maurizio Arena (direttore), Orchestra e coro della Radio France, Audio CD:  Rodolphe Cat: RPC 32417-32418
- 1979 (registrato in concerto il 9 settembre) - Robert Kerns (Manfredo), Agnes Baltsa (Bianca), Mara Zampieri (Elaisa), Plácido Domingo (Viscardo), Gerd Albrecht (direttore), Orchestra e Coro dell'Opera di Vienna, Audio CD:  House of Opera CDBB 335 (2 CD, 2003)
- 1984 (registrazione dal vivo) - Luigi De Corato (Manfredo), Carmen Gonzales (Bianca), Jolanta Omilian (Elaisa), Piero Visconti (Viscardo), Giuseppe Fallisi (Brunoro), Elisabetta Tandura (Isaura), Bruno Campanella (direttore), Orchestra del Festival di Martina Franca, New Cambridge Chorus, Audio CD:  Fonit Cetra «Italia» CDC 82 (1994); Warner Fonit 3984 29177-2 (2 CD, 2000)
- 1993 (registrazione dal vivo) - Marc Barrard (Manfredo), Martine Olmeda (Bianca), Giovanna De Liso (Elaisa), Giuseppe Morino (Viscardo), Pascal Aubert (Brunoro),  Giuliano Carella (direttore), Orchestre du Pays de la Loire, Choeurs de l'Opéra de Nantes, Audio CD: Nuova Era NE 7179-80 (2 CD, 1994)